# مقاطعة ستانتون (نبراسكا)
مقاطعة ستانتون (بالإنجليزية: Stanton County)‏ هي إحدى مقاطعات ولاية نبراسكا في الولايات المتحدة الأمريكية.